# 八木東インターチェンジ
八木東インターチェンジ（やぎひがしインターチェンジ）は、京都府南丹市八木町八木嶋市ノ本にある、京都縦貫自動車道のインターチェンジである。沓掛IC方面のみのハーフインターチェンジであり、料金所は出入口とも精算を行う。

## 歴史
- 1996年（平成8年）4月27日 : 京都縦貫自動車道（京都丹波道路[注釈 1]）の、丹波IC - 千代川IC間の開通に伴い供用開始。
- 2001年（平成13年）6月17日 : 八木西IC - 千代川IC間が4車線化。
- 2005年（平成17年）10月1日 : 道路関係四公団民営化により、京都丹波道路の保有を、独立行政法人 日本高速道路保有・債務返済機構に、管理を西日本高速道路株式会社に移管。
- 2010年（平成22年）6月28日 : 京都丹波道路で高速道路無料化社会実験が開始[1]。
- 2011年（平成23年）6月20日 : 政府が東北地方太平洋沖地震（東日本大震災）の復旧・復興費用をまかなうため、0時をもって高速道路無料化社会実験が一旦終了し、一時凍結される[2]。

## 周辺
- 京都府立丹波支援学校
- 南丹市立八木中学校
- 南丹市八木B&G海洋センター
- 京都中部総合医療センター
- 公立南丹看護専門学校
- JR西日本山陰本線（嵯峨野線） 八木駅
- 八木郵便局
- 南丹市役所 八木支所
- 南丹市立八木西小学校

## 接続する道路
- 京都府道455号八木東インター線

## 料金所
- ブース数 : 4

### 入口
- ブース数 : 2
  - ETC専用および一般またはETC・一般の可変式ブース（精算機あり） : 1
  - 一般（精算機） : 1

### 出口
- ブース数 : 2
  - ETC専用および一般またはETC・一般の可変式ブース（精算機あり） : 1
  - 一般（精算機） : 1

## 隣
E9 京都縦貫自動車道（京都丹波道路）
(9)八木中IC - 南丹PA - (10)八木東IC - (11)千代川IC